# محوطه کلکینه
محوطه کلکینه مربوط به دوره اشکانیان است و در شهرستان گیلانغرب، بخش مرکزی، دهستان حومه، ۵۵۰ متری جنوب غربی روستای گاومیش چران واقع شده و این اثر در تاریخ ۲۶ اسفند ۱۳۸۷ با شمارهٔ ثبت ۲۵۵۱۵ به‌عنوان یکی از آثار ملی ایران به ثبت رسیده است.